# Santa Maria del Castello (Mesocco)
Die katholische Kirche Santa Maria del Castello steht unterhalb des Castello di Mesocco bei Mesocco im Misox im Kanton Graubünden in der Schweiz.

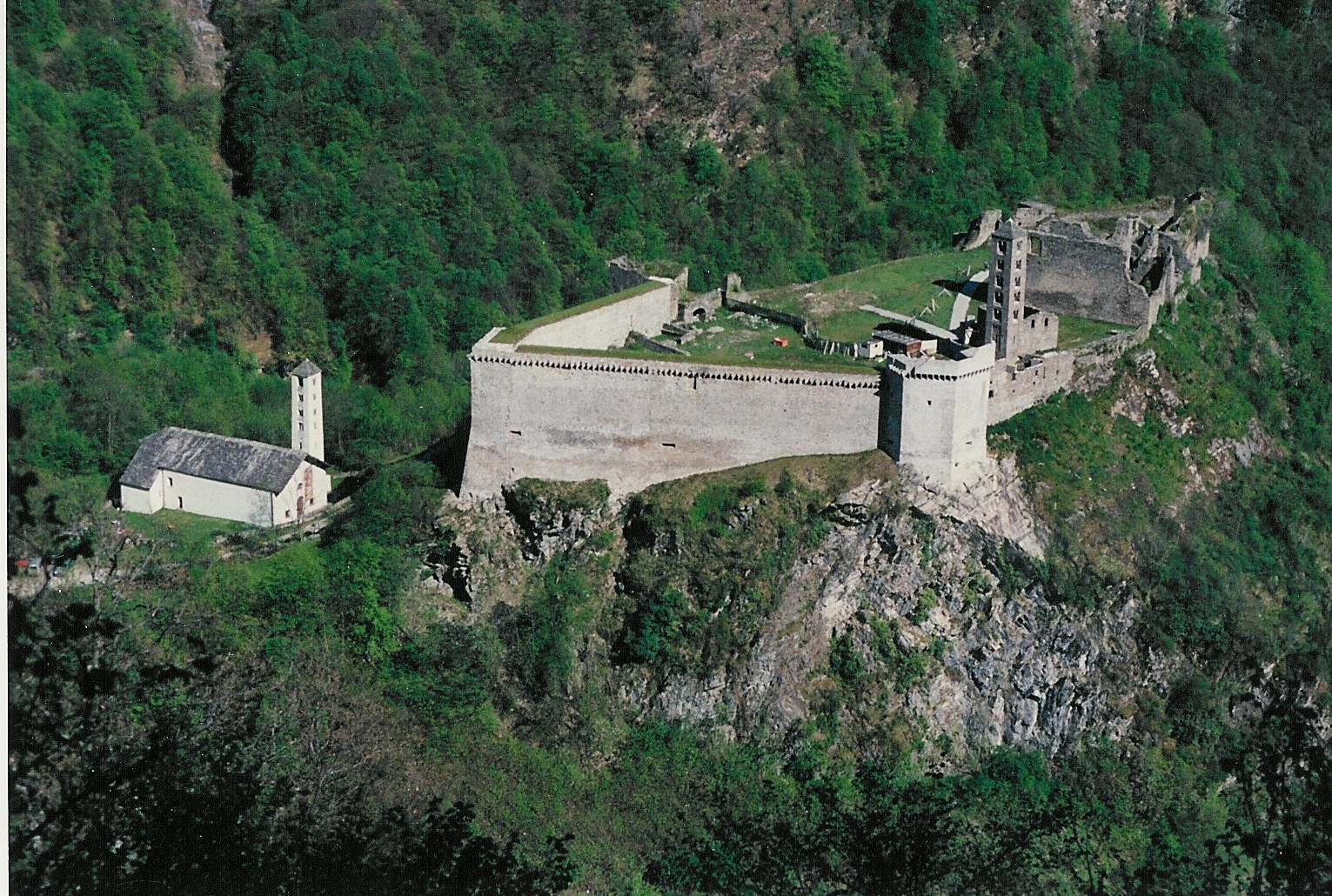
Castello di Mesocco und Kirche Sta. Maria del Castello

## Geschichte und Bau

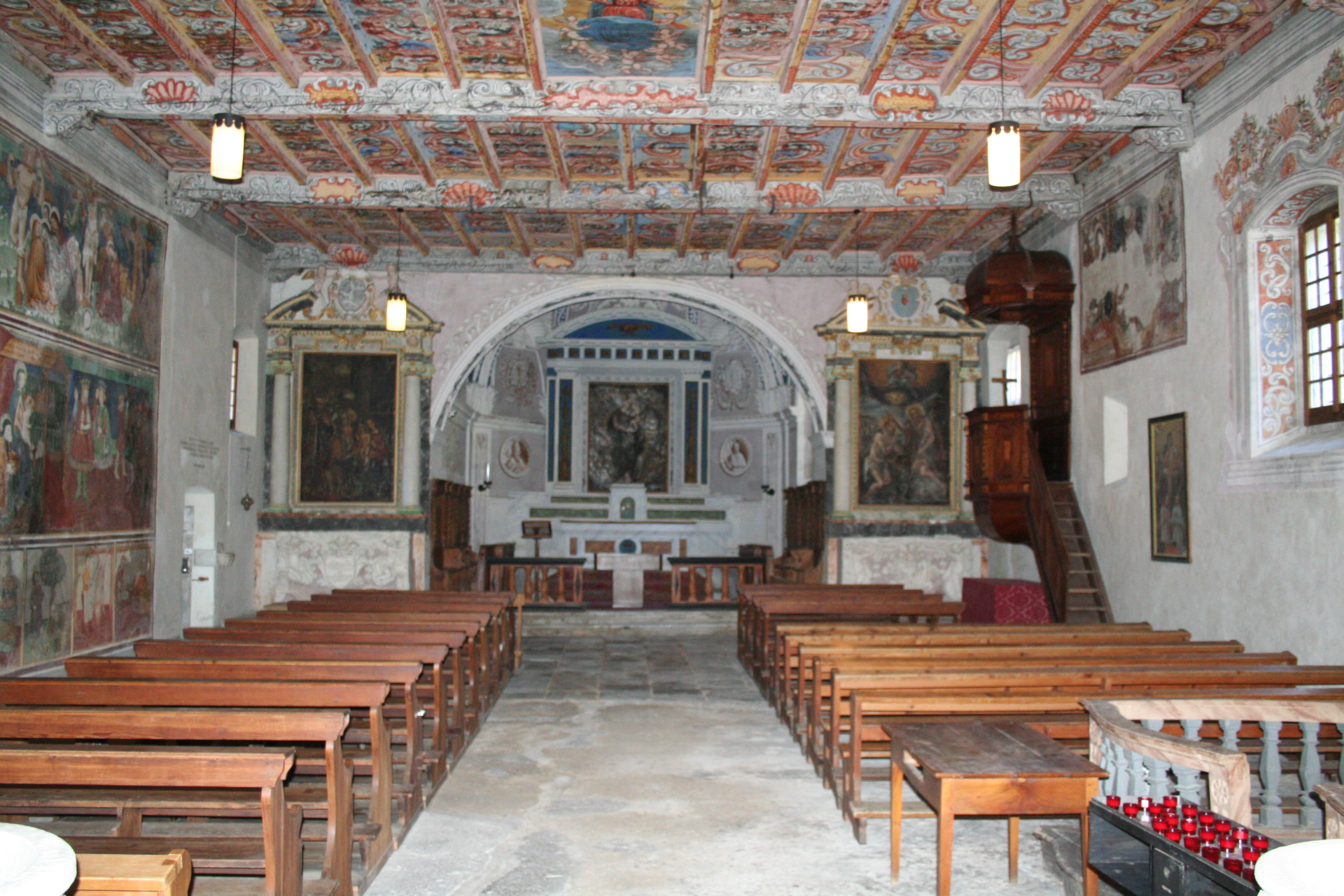
Innenraum

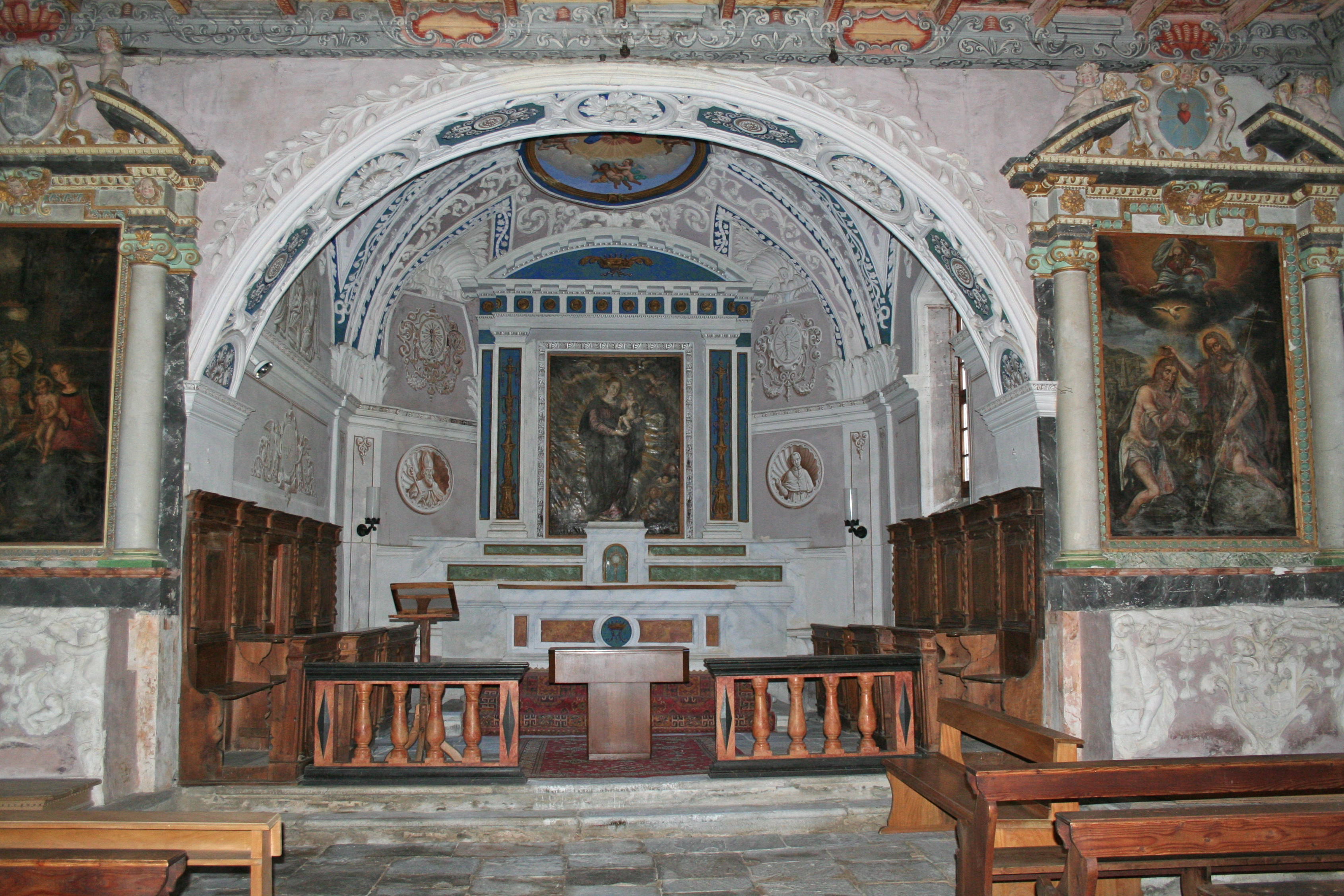
Blick zum Chor

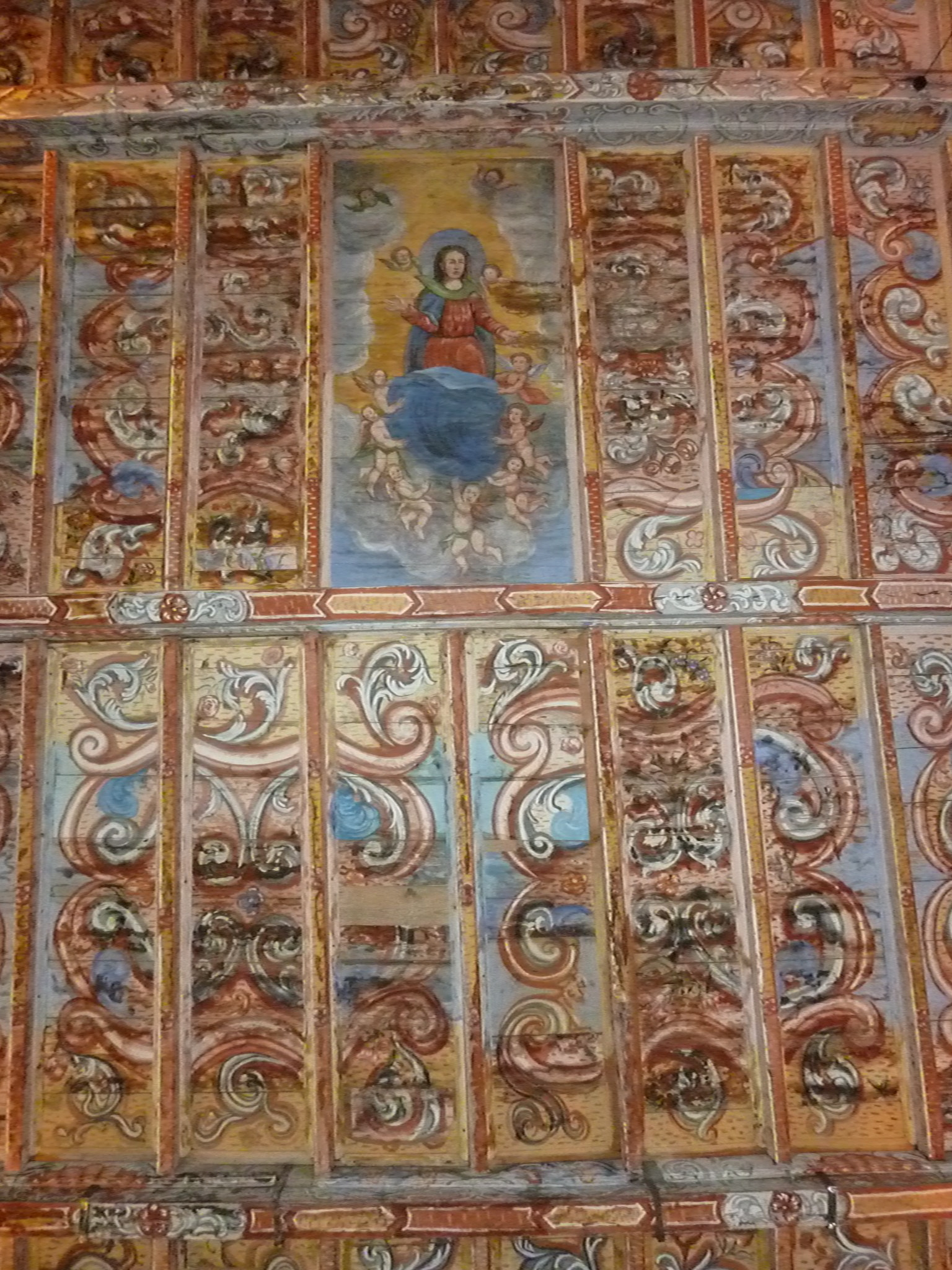
Madonnenbild an der Decke

Die Kirche erscheint erstmals im Stiftungsbrief für San Vittore GR von 1219. Wie einem Visitationsprotokoll von 1583 zu entnehmen ist, wurde sie vermutlich anstelle einer frühmittelalterlichen Anlage um 1100 als ungeteilte Saalkirche mit rechteckigem Schiff, zwei halbrunden Apsiden und Campanile neu erbaut.
Am 23. Januar 1450 stiftete Graf Heinrich von Sax-Misox im Namen seines verstorbenen Bruders Johannes einen Altar zu Ehren Johannes des Täufers. Der Altar wurde zusammen mit zwei weiteren am 6. Juni 1459 geweiht, wohl in Zusammenhang mit einer umfassenden Renovation der Kirche in den 1450er-Jahren. 1479 wird zudem ein Kreuzaltar erwähnt. Eine weitere Renovation fand kurz vor 1583 statt.
1627 wurden unter der Leitung von Giovanni Battista Viscardi aus San Vittore die alten Apsiden niedergelegt. Das Schiff wurde um vier Meter gegen Osten verlängert, wie an einer Mauerfuge im Süden immer noch zu erkennen ist. Der Chor wurde unter einem Kreuzgewölbe neu gebaut. Gleichzeitig wurden die Leistendecke eingezogen und die Fenster vergrössert. Die Bemalung der Decke stammt aus dem Jahr 1757 und wurde gemäss Signatur vom Somvixer Johannes Sepp gemalt. Der Anbau der Sakristei im Norden erfolgte 1680. 1923 fand unter Max Bachofen eine weitere Renovation statt, 1974–76 wurde unter Walter Golder aus Roveredo das Äussere renoviert. Die letzte Restauration erfolgte im Sommer 2010.
Der sechsgeschossige, wie das Schiff mit Steinplatten gedeckte romanische Turm mit gekuppelten Rundbogenfenstern in den oberen vier Geschossen stammt aus dem Jahr 1100. Er steht an der Südseite des Schiffs.
Das monumentale Christophorusbild an der Fassade entstand 1469 und stammt wohl wie die Fresken im Inneren aus der Werkstatt der Seregnesi. Die älteste der zahlreichen Besucherinschriften im unteren Teil stammt aus dem Jahr 1469.

## Bilder an der Nordwand

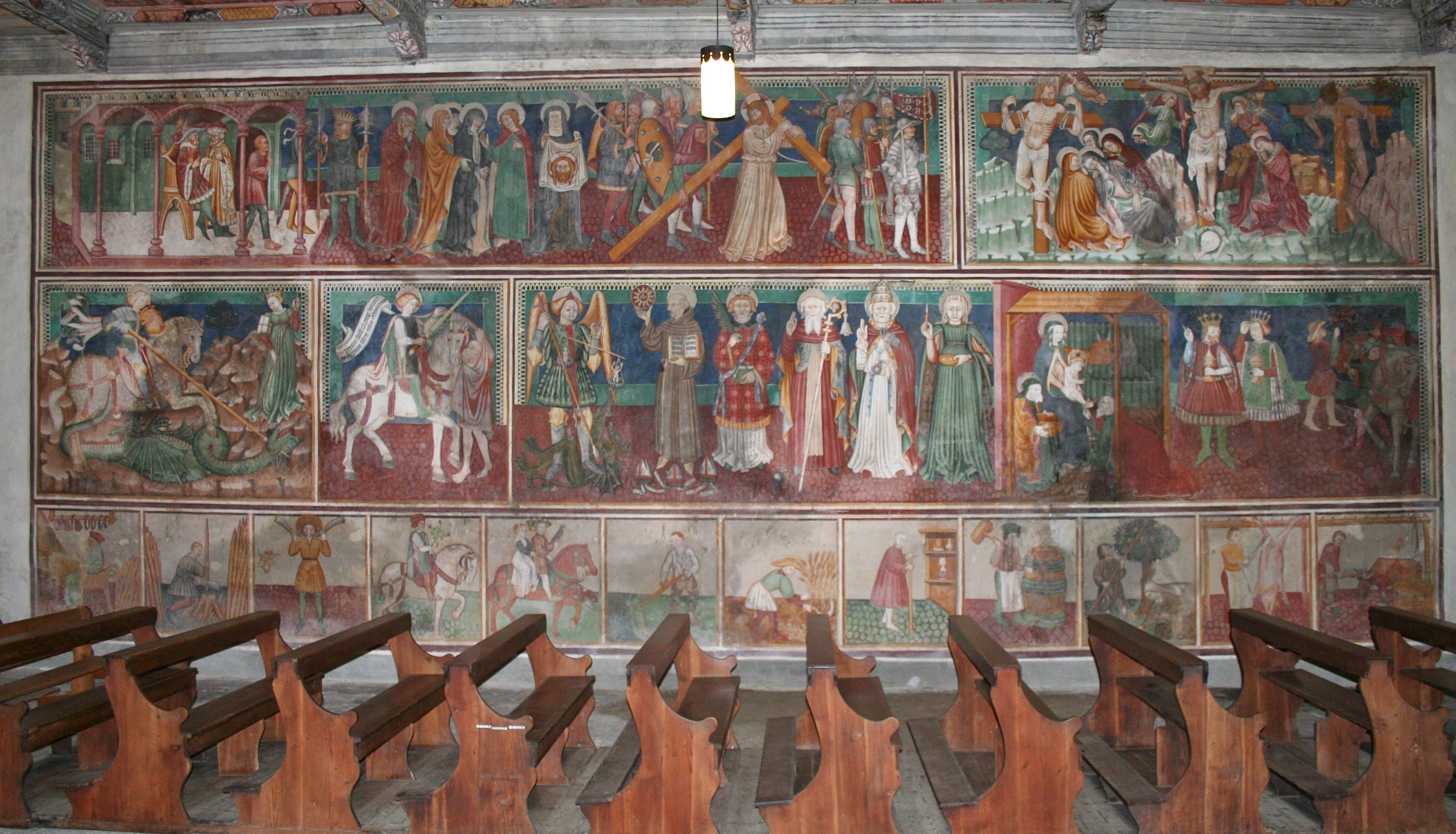
Nordwand

Die fensterlose, knapp sechs Meter hohe und zwölf Meter lange nördliche Schiffswand ist mit drei übereinander liegenden Bilderstreifen geschmückt. Sie entstanden alle zwischen 1459 und 1469 und wurden von den lombardischen Malern Christoforo und Nicolao da Seregno geschaffen. Onkel und Neffe Seregno malten zwischen 1448 und 1480 nahezu in einer Monopolstellung zahlreiche Kirchen der Alpensüdtäler aus.
Im oberen Fries sind links in einem grossen Bild mehrere Szenen aus der Leidensgeschichte Christi dargestellt. Die Abbildung der Kreuzigung auf der rechten Seite ist mit einem eigenen Rahmen umgeben.
Der mittlere Streifen umfasst vier Darstellungen: Georgs Drachenkampf, die Mantelteilung des heiligen Martin, Erzengel Michael mit der Seelenwaage und die Heiligen Bernhardin von Siena, Stephanus, Antonius, Petrus als Papst, die heilige Lucia von Syrakus sowie als letztes Bild eine Anbetungsszene der Könige.

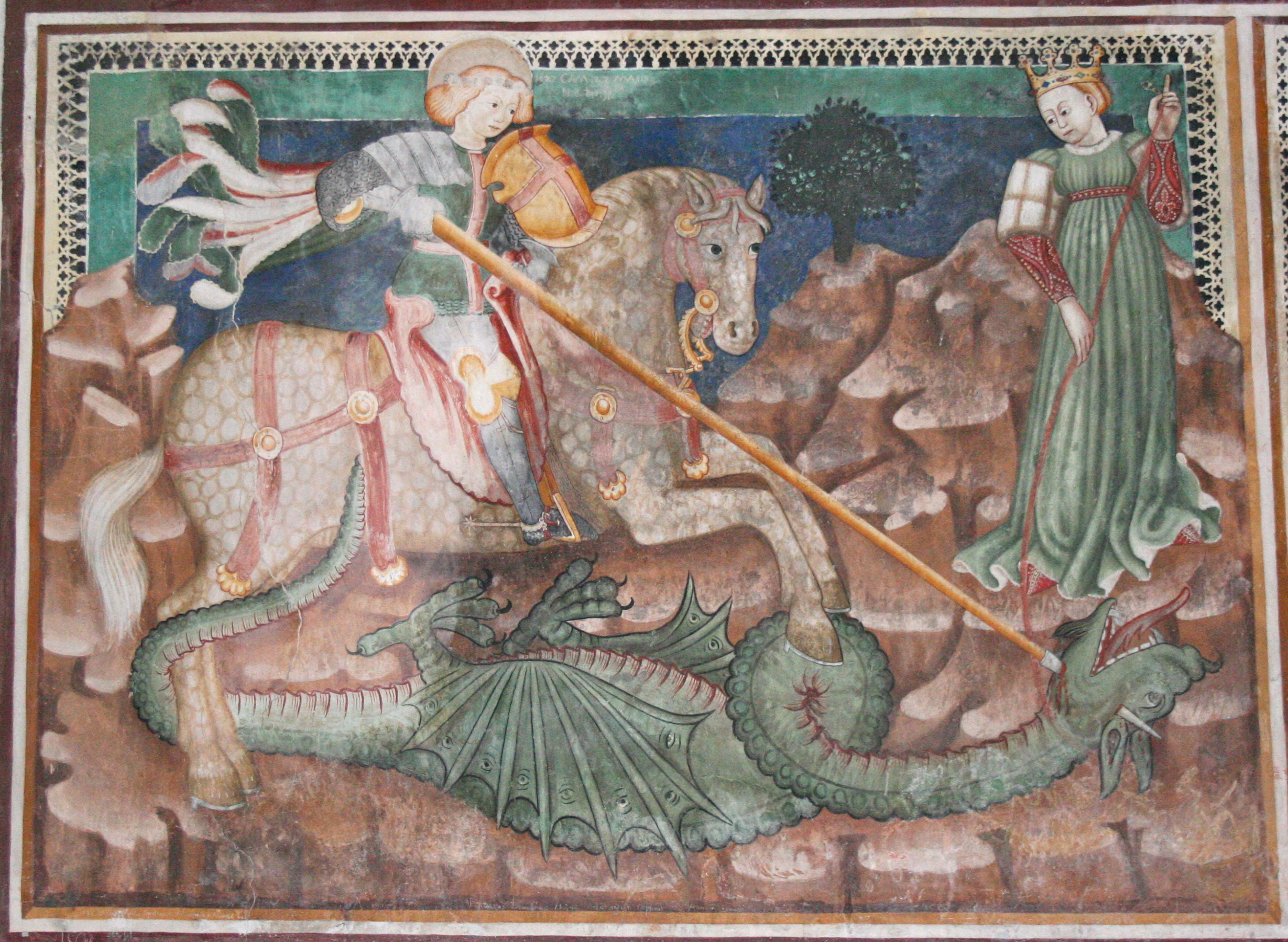
St. Georg
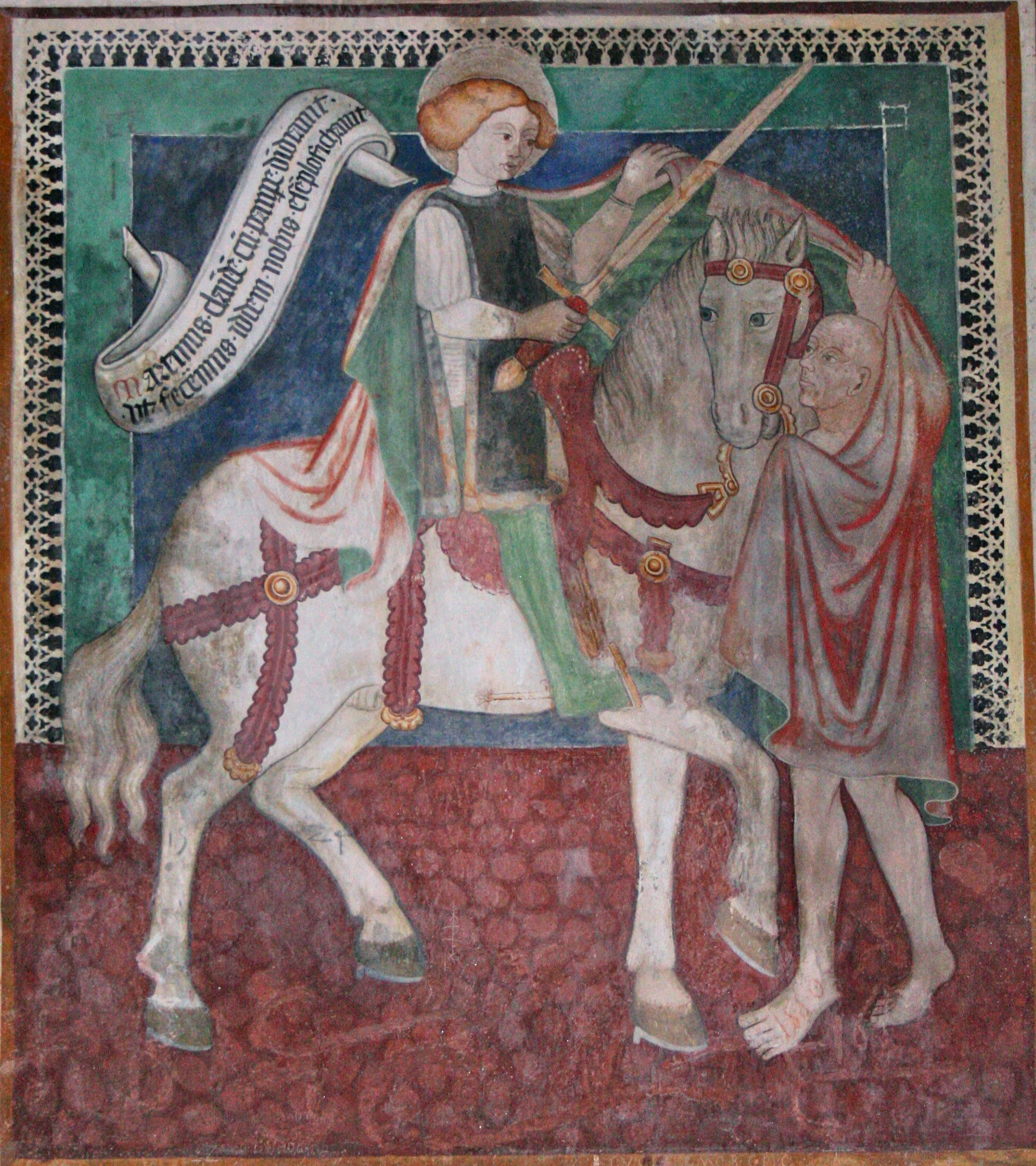
St. Martin
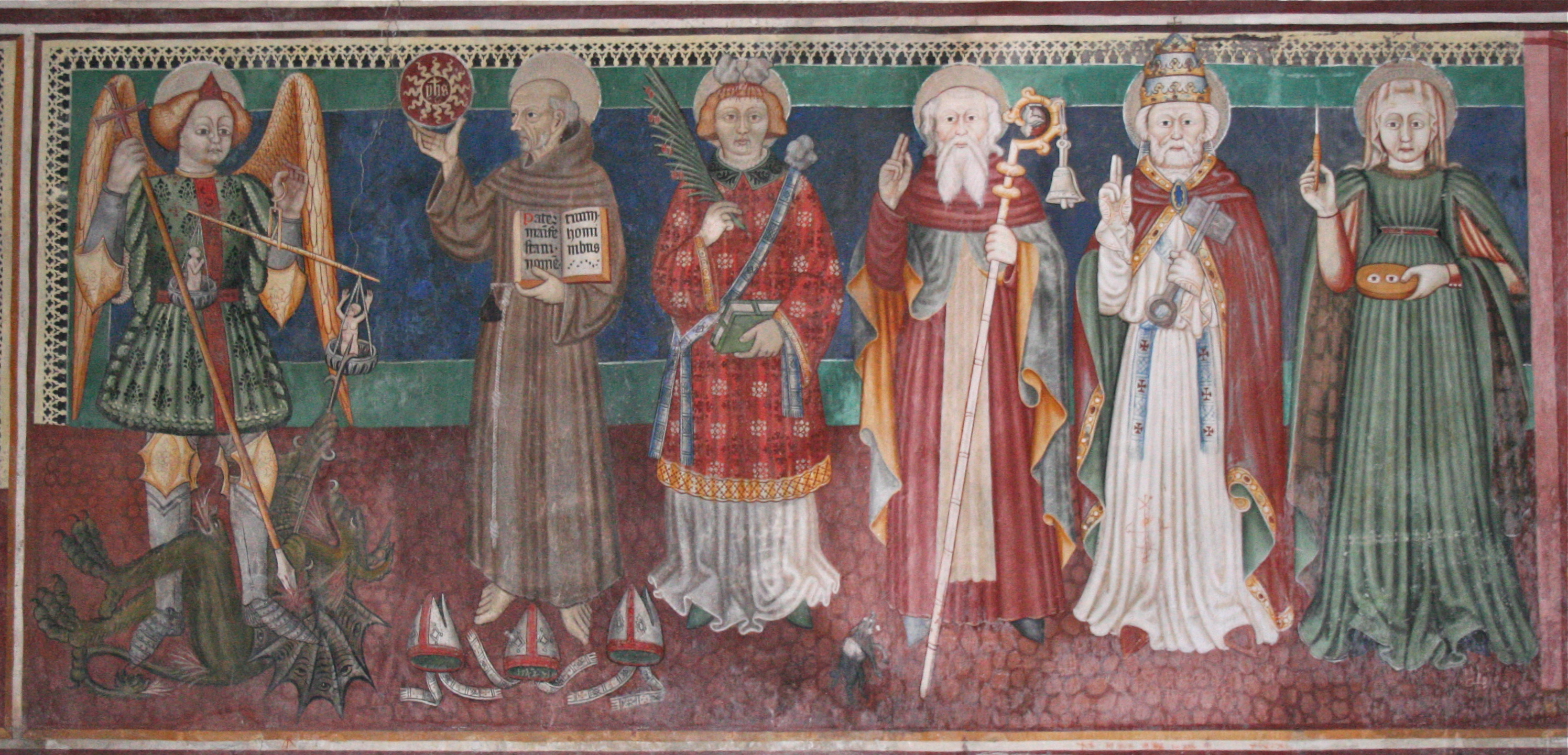
Heilige
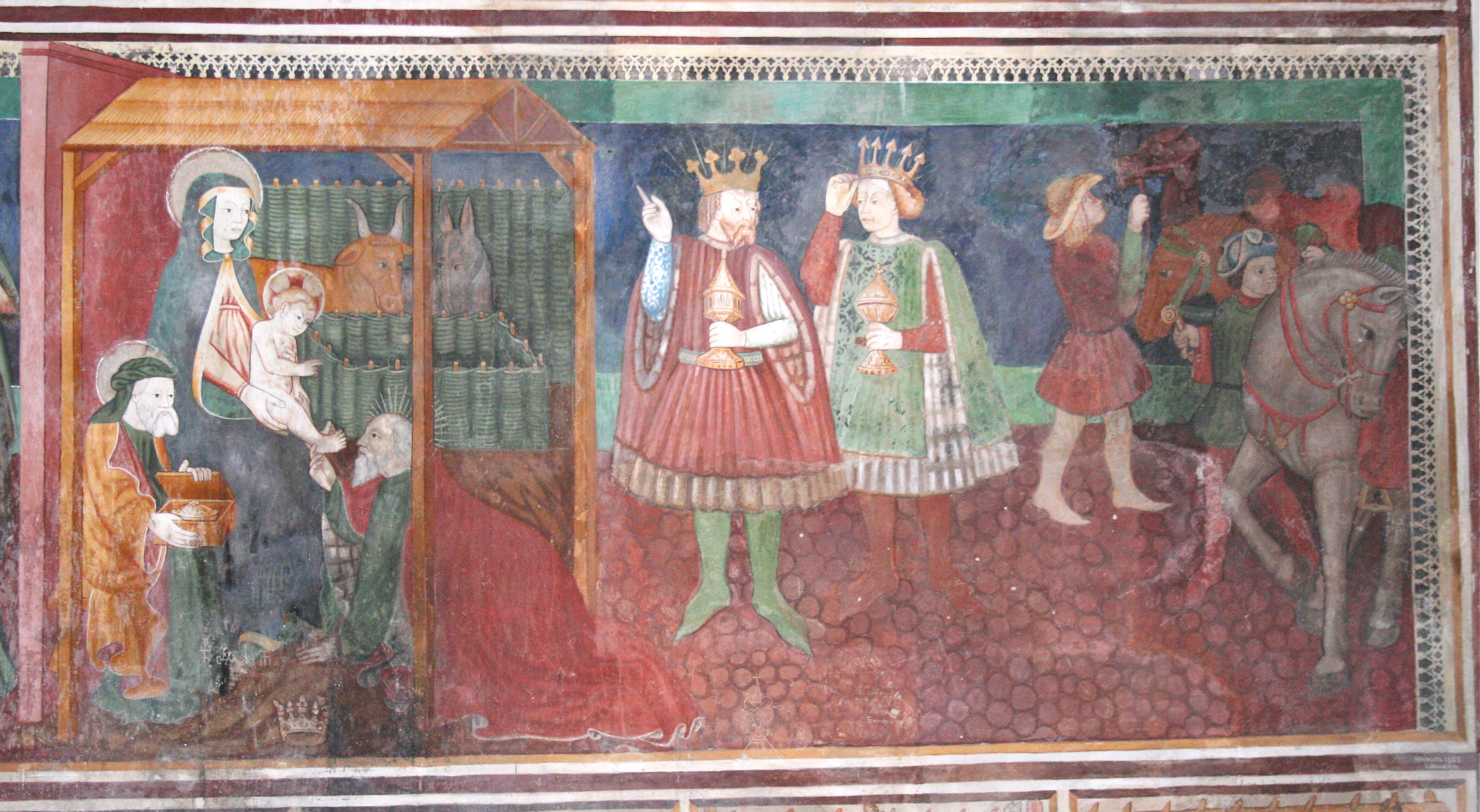
Anbetung der Könige

### Monatsbilder
Im untersten Streifen finden sich zwölf Monatsbilder mit Szenen aus dem bäuerlichen und ritterlichen Leben. Jedes Bild bedeckt eine Fläche von 115 × 91 Zentimeter. Dargestellt sind Tätigkeiten oder Ereignisse aus dem täglichen Leben, die Jahr für Jahr im Wechsel der Jahreszeiten wiederkehren. Durch ihre Anordnung unterhalb der biblischen Darstellungen verbindet sich das irdische Leben der Menschen mit dem Himmlischen und seinen Mächten.

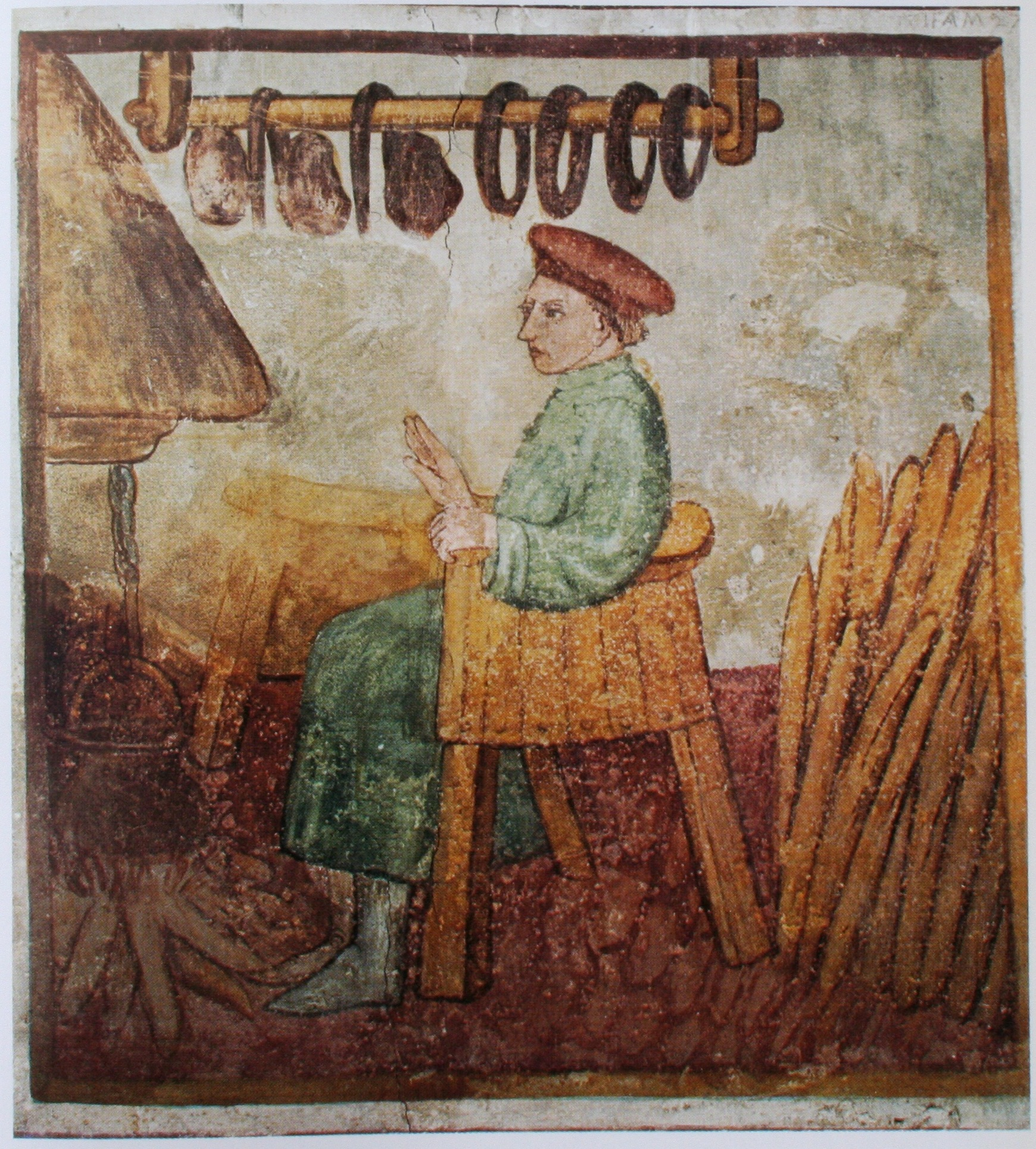
Januar
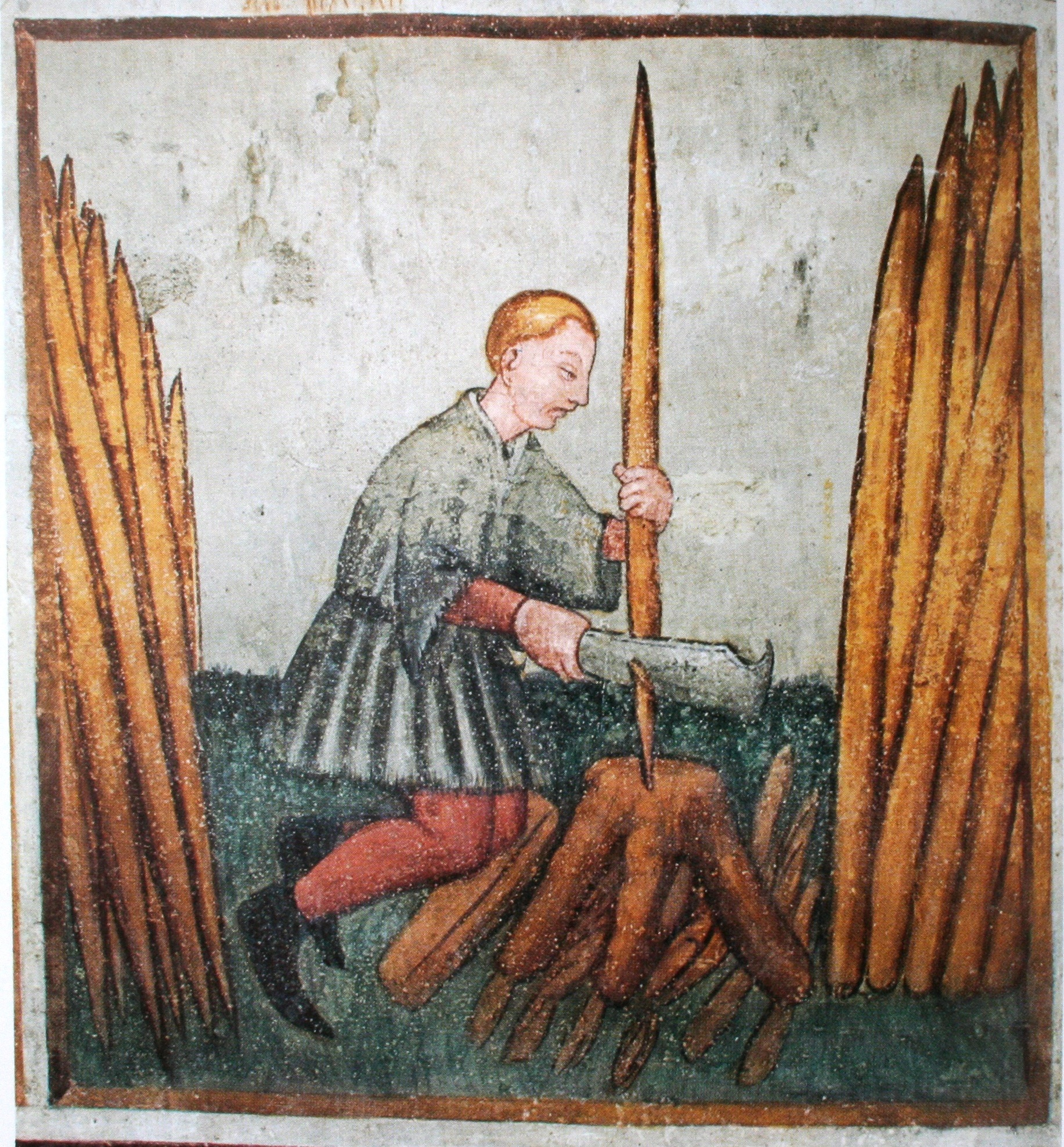
Februar
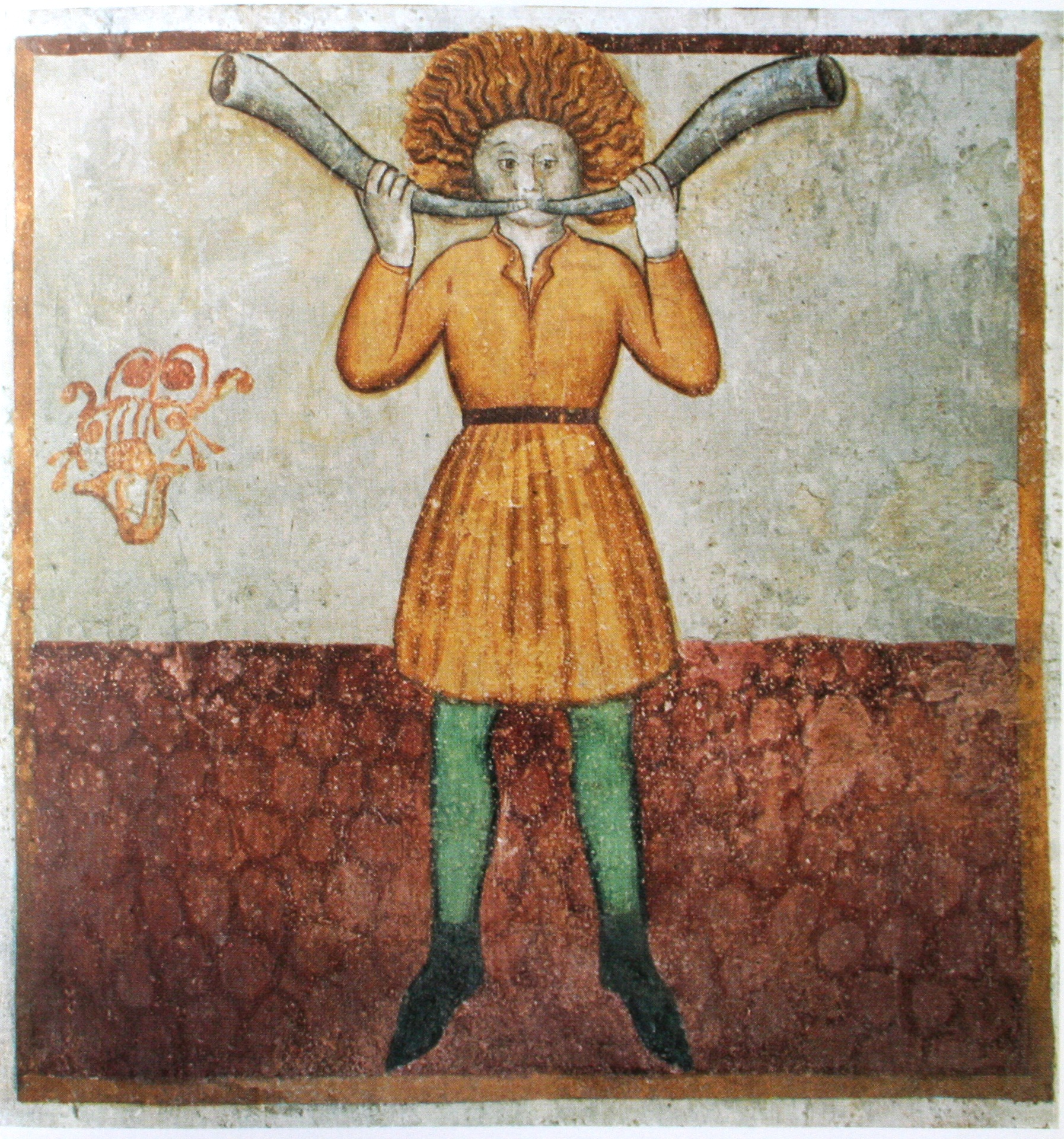
März
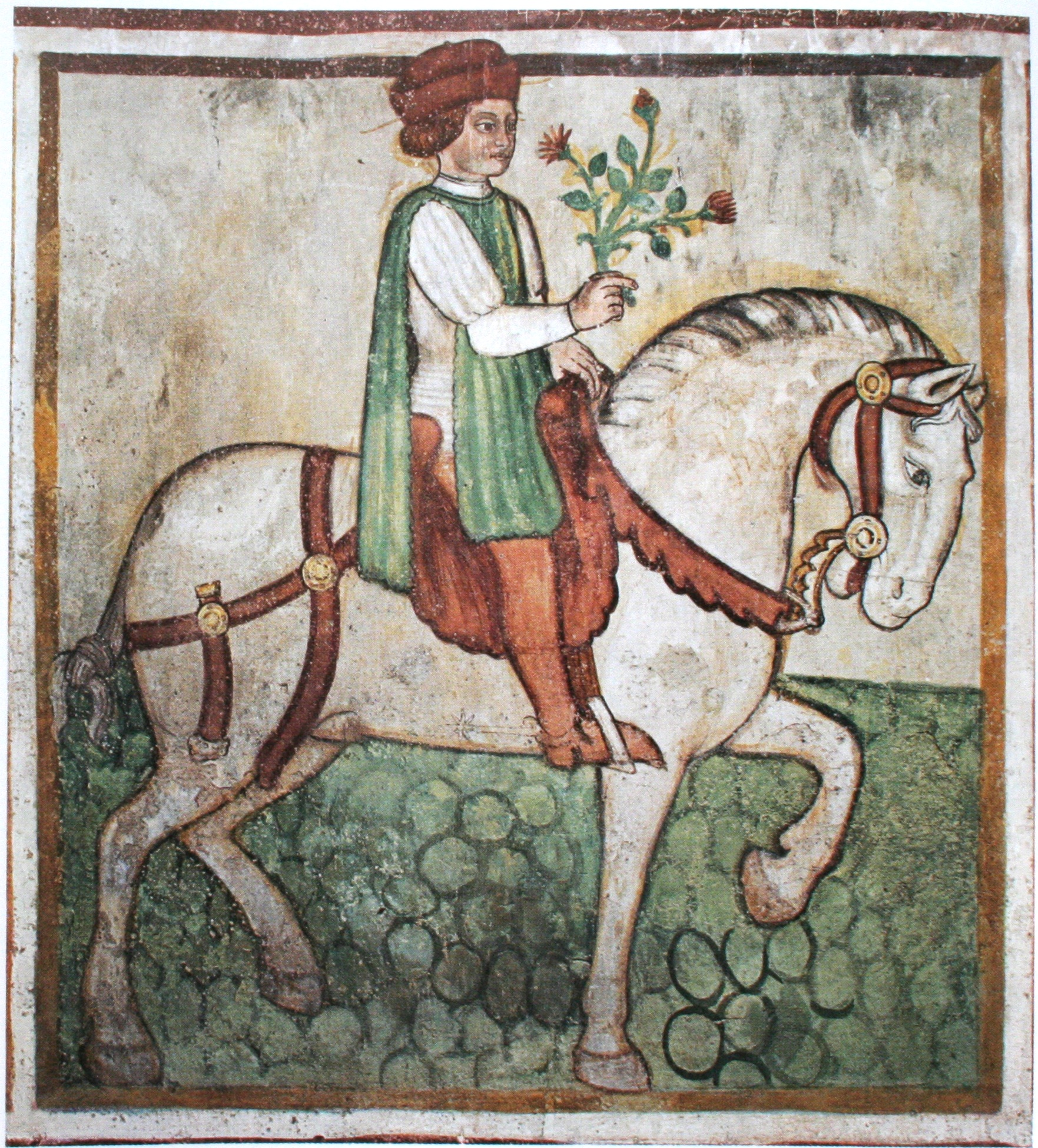
April

Januar: Ein bürgerlicher Mann wärmt sich in seinem Sessel am Ofen. Hinter ihm lagern Holzvorräte, über ihm hängen Schinken und Würste.

Februar: Ein kniender Mann spitzt auf einem Wurzelstock Rebstickel zu.

März: Ein junger Mann mit wehendem Haar bläst auf einem Doppelhorn. Links das Sinnbild eines geöffneten Samenkorns.

April: Der Frühling, als junger Reiter auf einem Schimmel dargestellt, trägt einen Zweig mit knospenden Blüten. Vorherrschende Farbe ist Grün, die Farbe des Lebens.

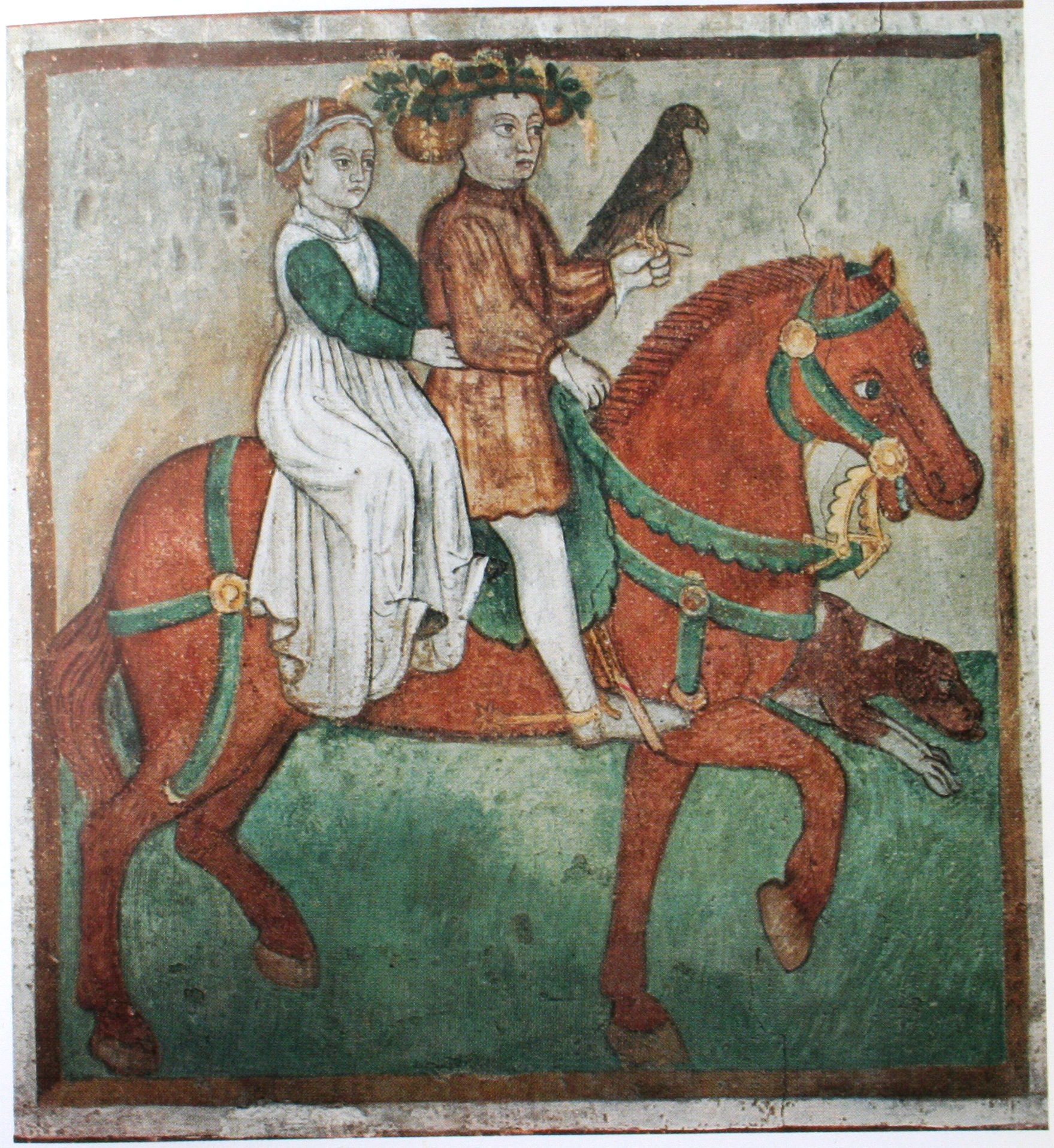
Mai
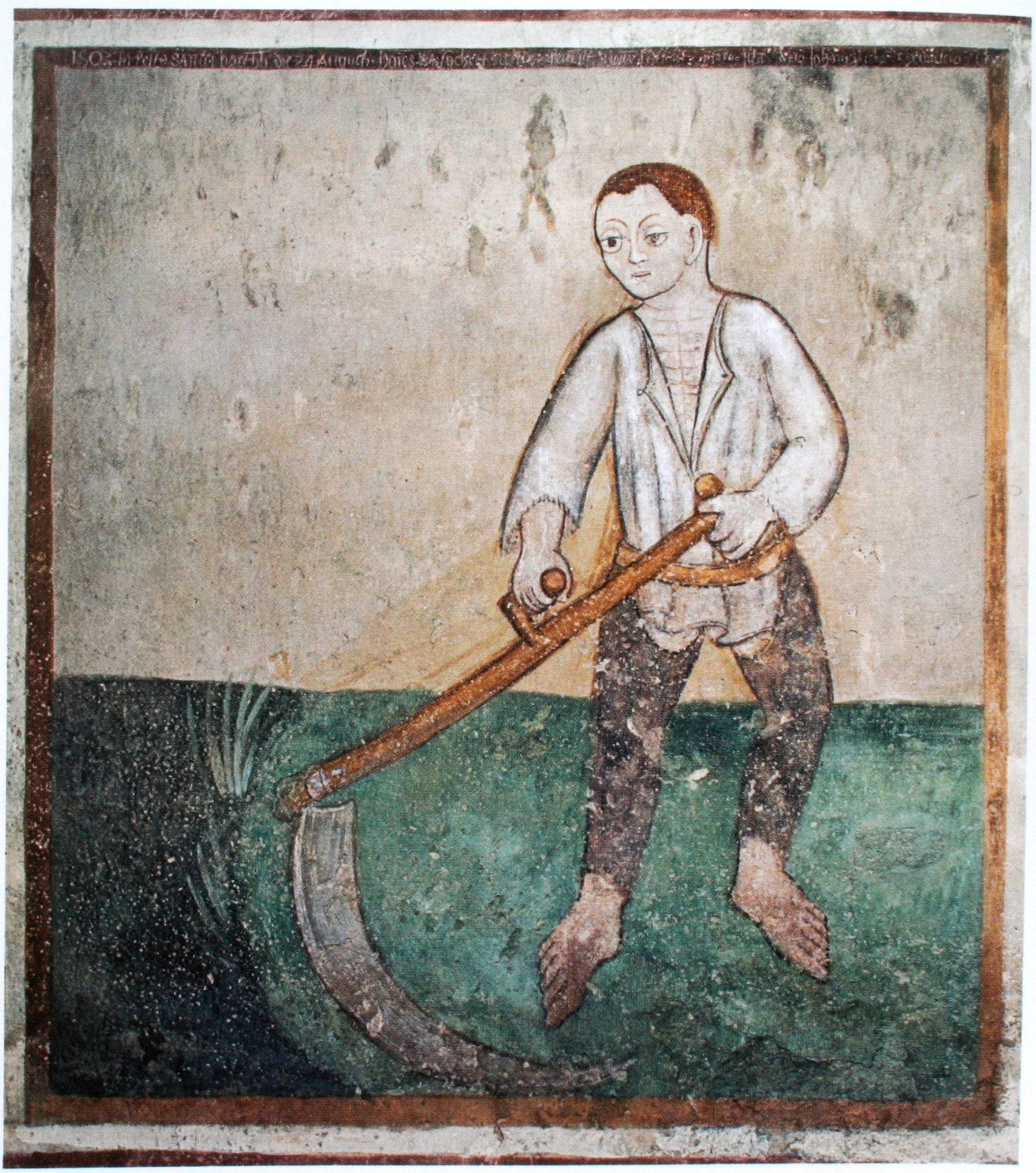
Juni
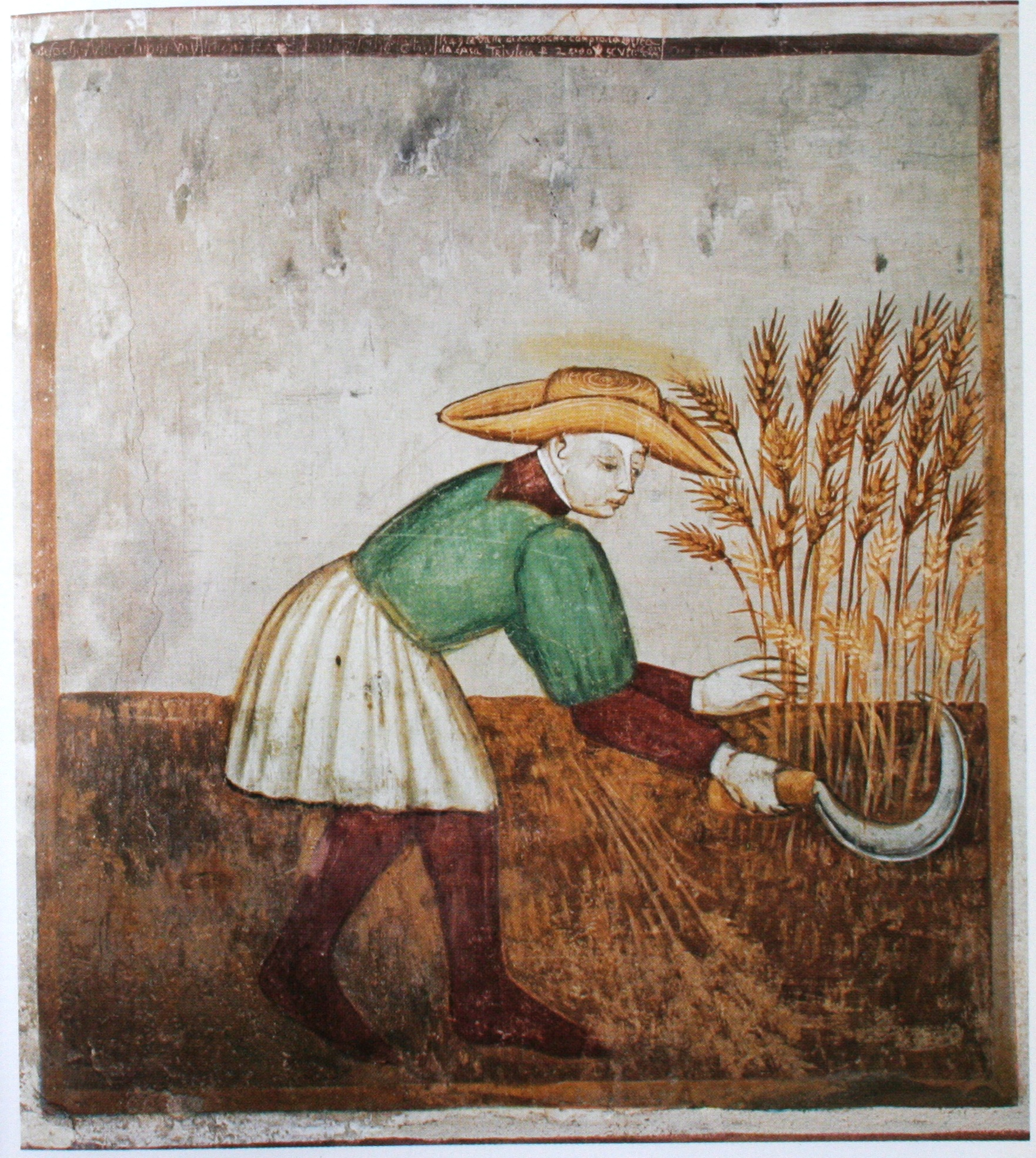
Juli
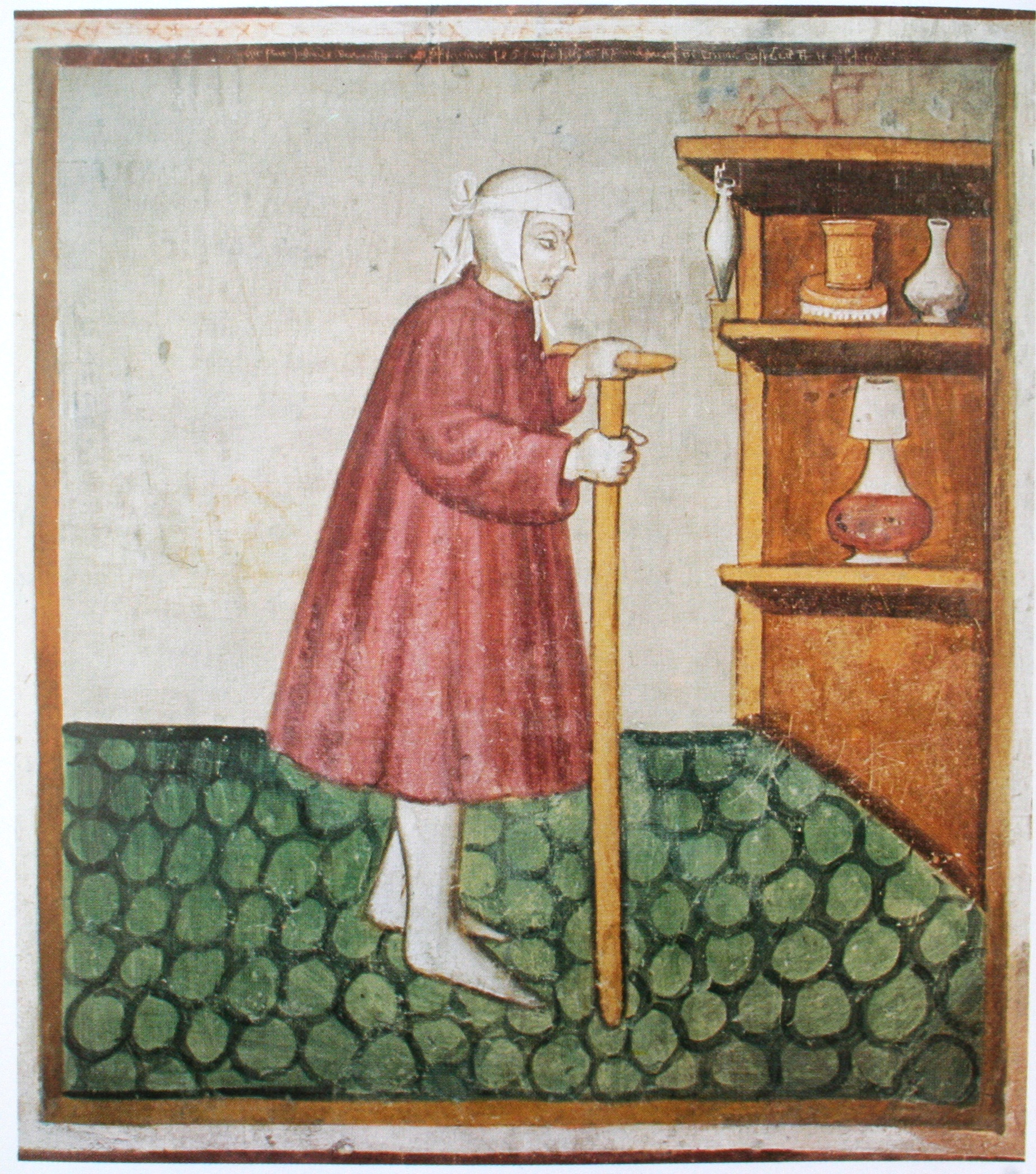
August

Mai: Ein junges ritterliches Paar reitet zur Falkenjagd aus.

Juni: Ein junger Bauer mäht mit seiner Sense Gras.

Juli: Ein modisch gekleideter Schnitter schneidet mit einer Sichel reife Ähren.

August: Ein Kranker geht auf seinen Stock gestützt geht zu einem Gestell mit Arzneiflaschen. Eine in Monatsbildern seltene Darstellung, die sich auf sommerliche Erkrankungen bezieht.

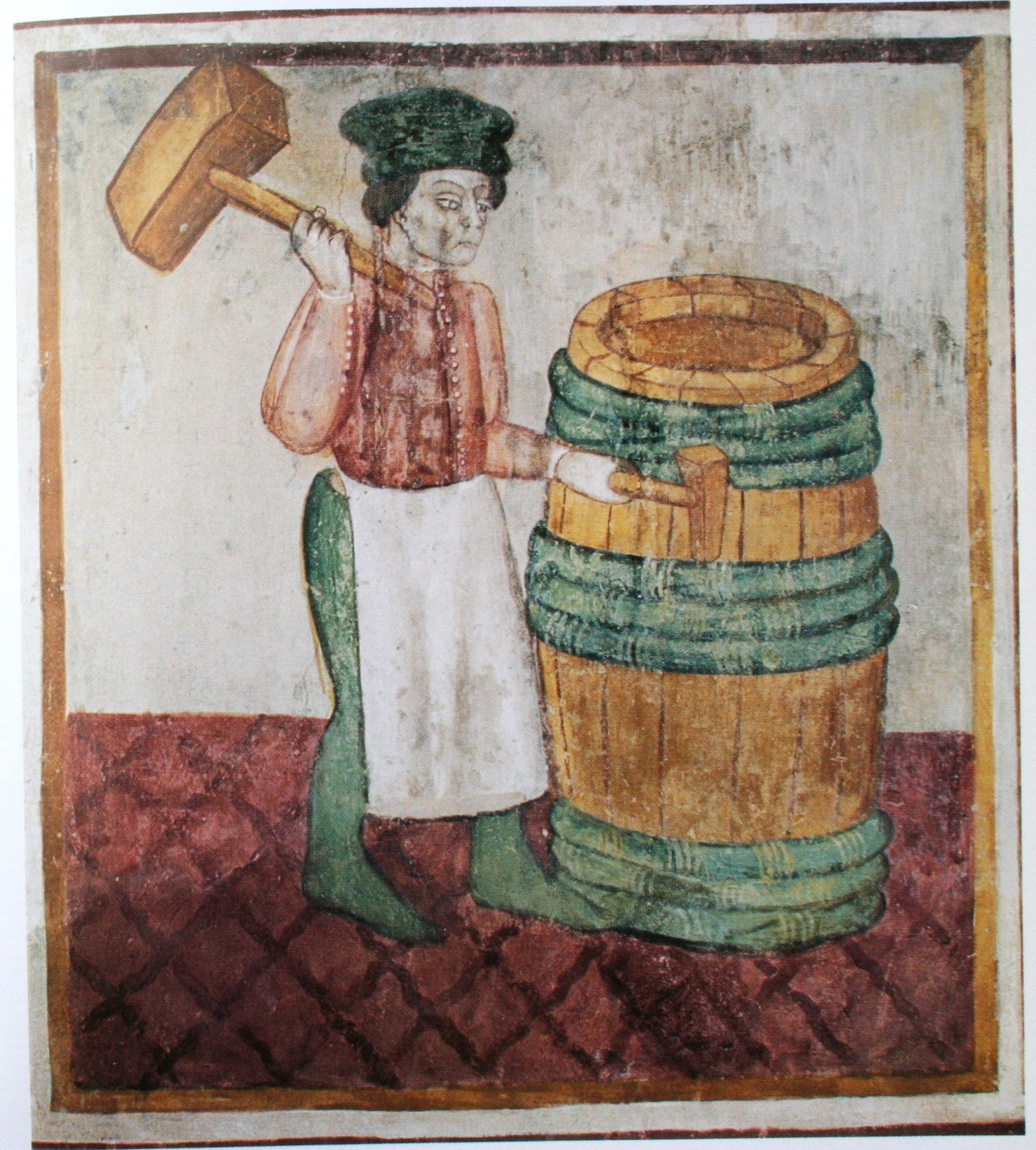
September
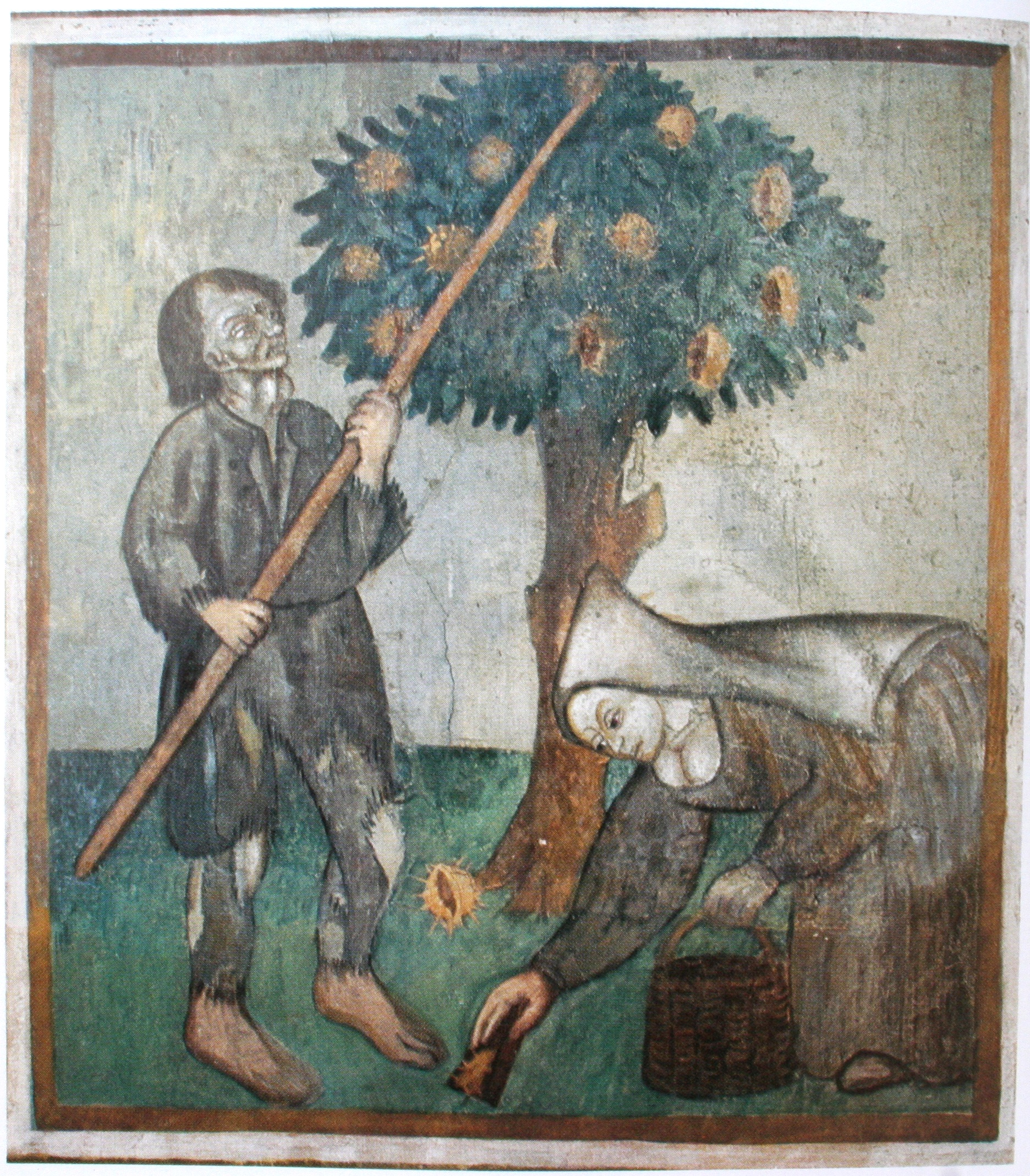
Oktober
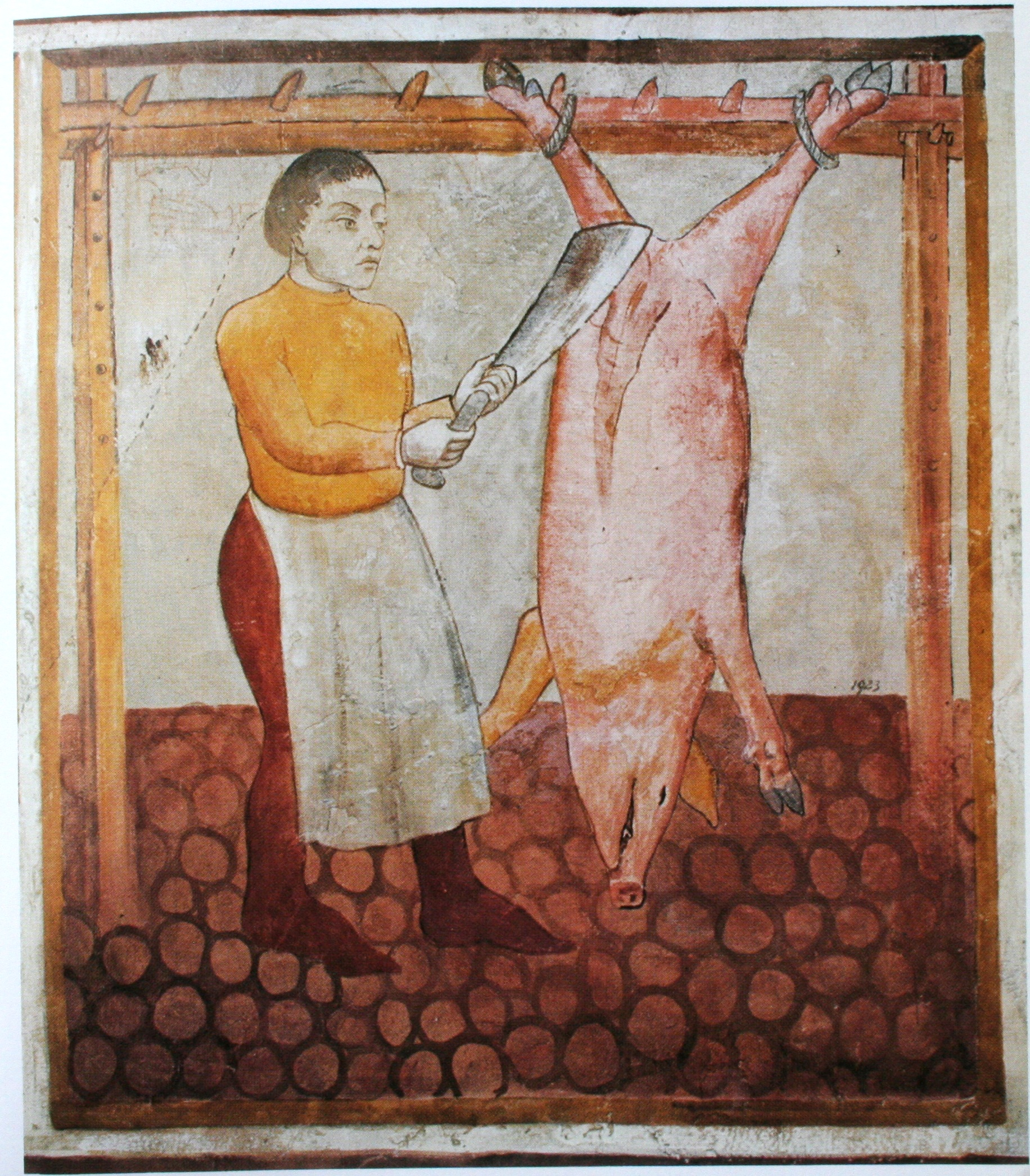
November
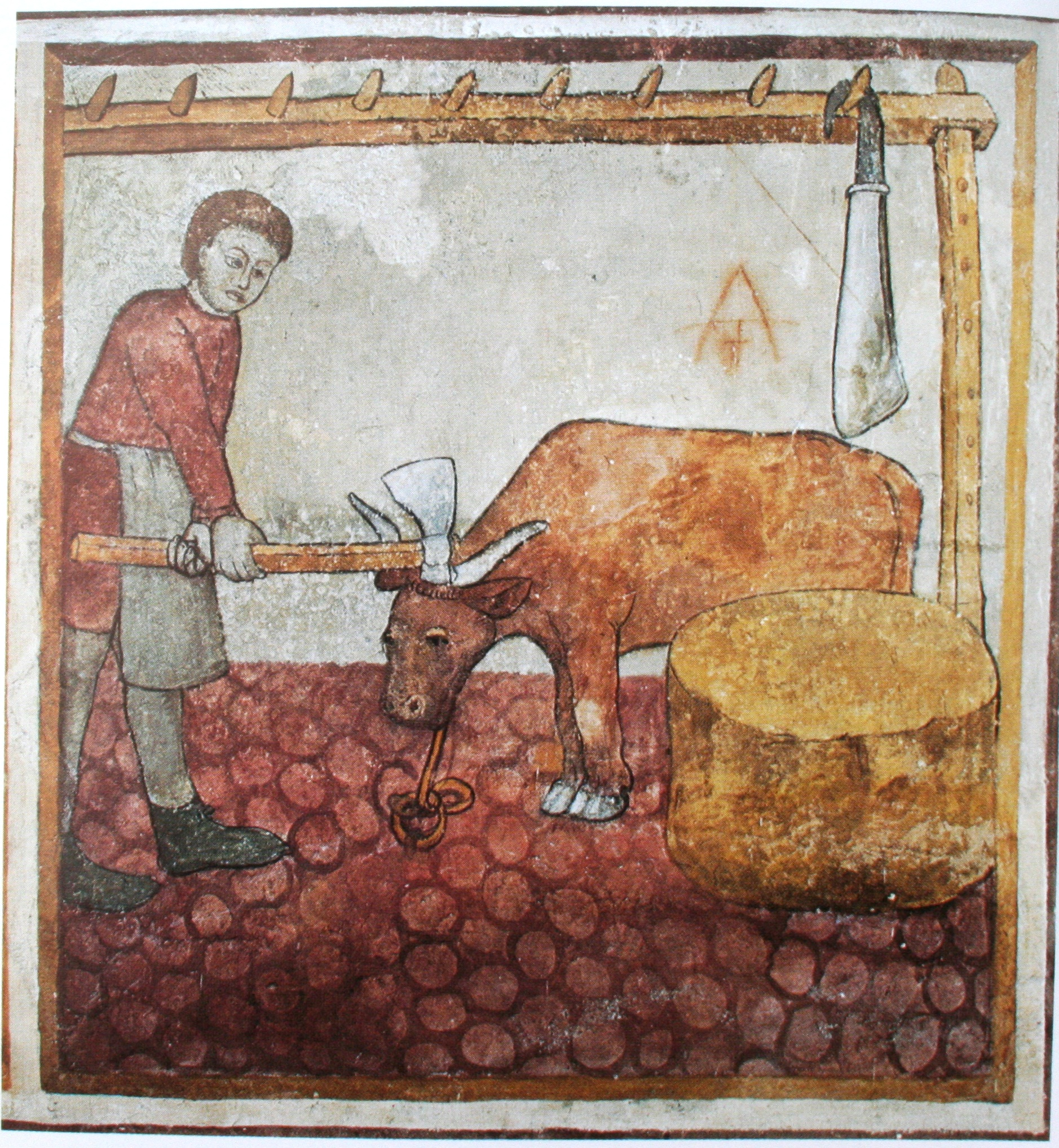
Dezember

September: Ein Küfer bereift ein Weinfass als Vorbereitung für die folgende Weinernte.

Oktober: Ein Bauernpaar erntet Kastanien. Eine seltene Darstellung, bei der die sonst im Oktober verwendete Abbildung einer Schweinemast durch die einheimische Kastanie ersetzt worden ist.  Auffallend weiter die naturalistische Darstellung des Bauern mit verhärmten Gesicht und Kropf. 

November: Ein Schwein ist geschlachtet worden und wird nun zerlegt.

Dezember: Auf der Alpensüdseite seltene Darstellung der Schlachtung eines Ochsen.

Da die ursprüngliche Darstellungen von November und Dezember stark zerstört war, wurden sie nach Vorlagen aus der Kirche von Monte Carasso 1923 von E. Dillena neu geschaffen.

### Bilder an der Südwand
An der Südwand findet sich ebenfalls von den Seregnesi eine stark beschädigte Dreifaltigkeit mit dem heiligen Antonius rechts und einer thronenden Muttergottes links. Der in der Inschrift erwähnte Stifter Giuliano de Malagrida ist 1449 als Pfarrer in Mesocco nachgewiesen. Das Fresko wurde 1923 aufgefunden und so weit wie möglich restauriert. An derselben Wand hat sich ein Fragment eines ursprünglich sechs Meter langen Abendmahls aus der Zeit um 1570–80 erhalten. Es wurde am Anfang des 18. Jahrhunderts durch den Einbau des Kreuzaltars gestört. Erkennbar sind fünf Apostel am Tisch sitzend; Johannes lehnt sich gegen Christus.

## Innenausstattung
Der Hochaltar aus Stuck stammt vermutlich aus der ersten Hälfte des 19. Jahrhunderts, das Muttergottesbild von 1634 vom Urner Mathis Chefeler. Die stuckierten Seitenaltäre stammen aus der Zeit um 1630–40. Der Dreikönigsaltar trägt links ein Epiphaniebild, wohl ebenfalls von Chefeler, rechts am Johannes-Altar ist die Taufe im Jordan dargestellt. An der Südwand steht ein Kreuzaltar mit direkt auf die Wand gemaltem Bild der Muttergottes und der heiligen Katharina von Siena aus der zweiten Hälfte des 16. Jahrhunderts; der Altar wurde am Anfang des 18. Jahrhunderts um das Bild herum gebaut. Die Kanzel aus Nussbaumholz mit Intarsienranken und kuppelförmigem Schalldeckel entstand 1730. das Weihwasserbecken aus weissem Marmor entstand um 1650.

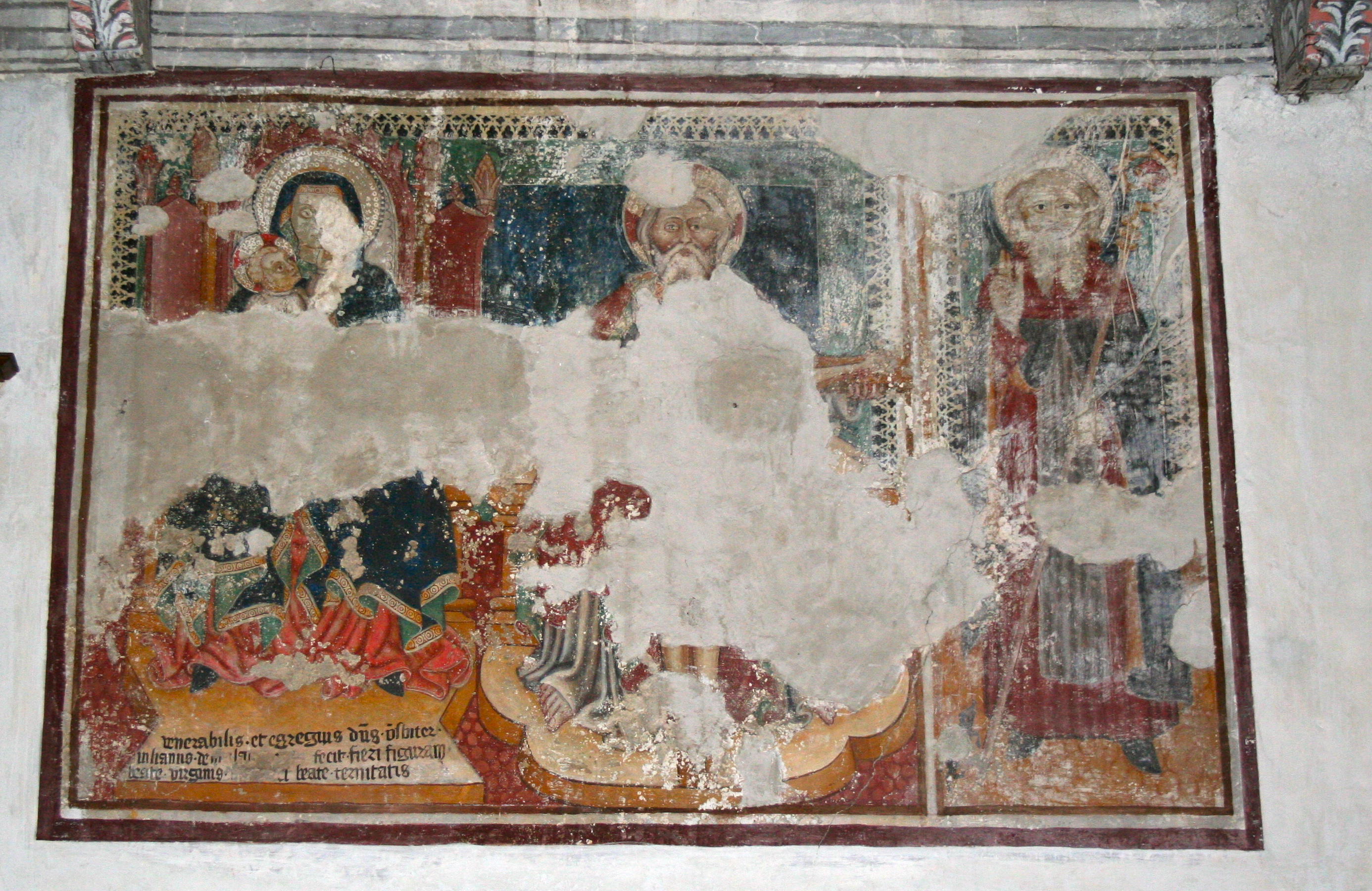
Dreifaltigkeit
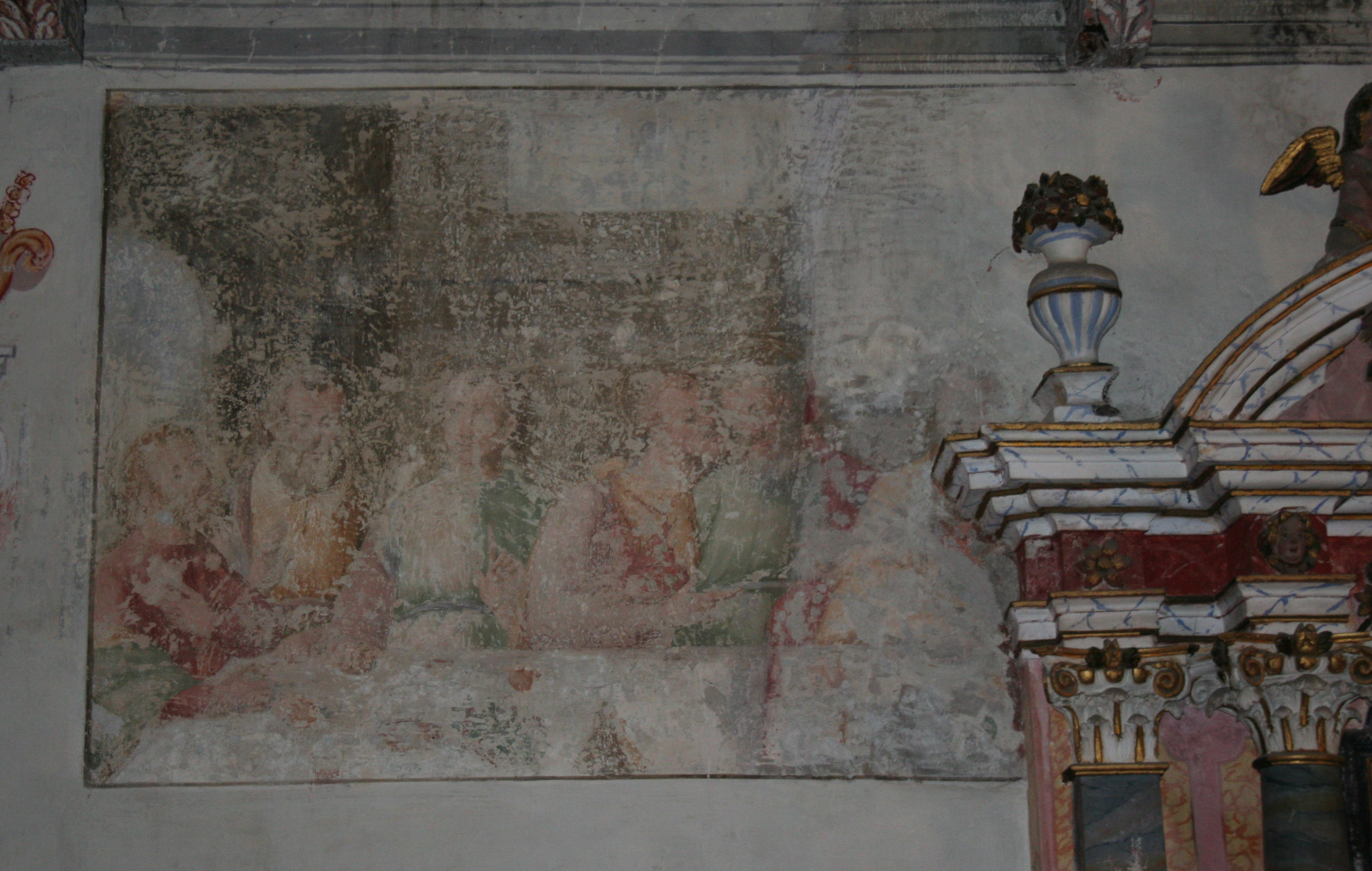
Abendmahl
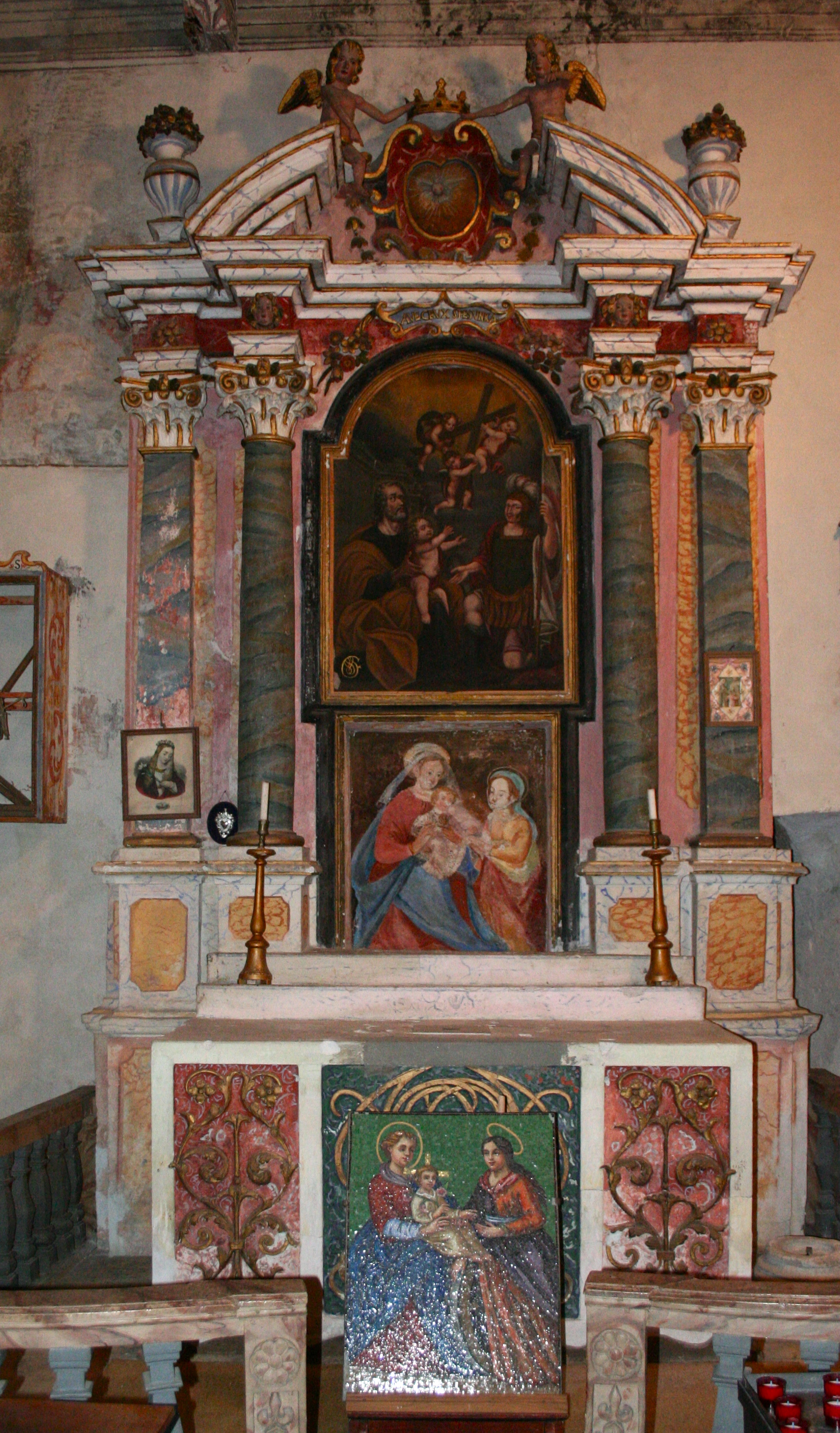
Kreuzaltar